# Mycetophila coenosa
Mycetophila coenosa är en tvåvingeart som beskrevs av Wu 1997. Mycetophila coenosa ingår i släktet Mycetophila och familjen svampmyggor. Inga underarter finns listade i Catalogue of Life.